# MOMENT RING
- ラブライブ! > μ's > MOMENT RING
- ラブライブ! > ラブライブ!のディスコグラフィ > MOMENT RING

「MOMENT RING」（モーメント リング）は、2016年3月2日にLantisから発売されたμ'sのシングル。

## 概要
前作「HEART to HEART!」から5ヶ月ぶりとなる。制作側からは、本作がμ’sのファイナルシングルと謳っている。一方で、「僕らのLIVE 君とのLIFE」から始まる、いわゆるナンバリングシングルのシリーズであるかは明言されておらず、それらの通例であった「ダブルジャケット仕様（または限定盤と通常盤のダブルリリース）」「フルバージョンの楽曲を起用したアニメーションPV」「ボイスドラマパート」「トレーディングカード封入」「総選挙（人気投票）によるセンター選抜」と言った要素は、本作にはない。また、当作発売以来となる新しいシングル「A song for You! You? You!!」が、2019年8月21日に発表、2020年3月25日に発売されている（この新曲がナンバリングの続きなのかも当作でのファイナルを覆すものなのかもはっきりしていない）。
2015年12月5日に「TOKYO MX」・「ニコニコ生放送」・「バンダイチャンネル」にて同時放送された特別番組「μ'sのこれまでとこれから」で発売が告知された。
ジャケットは電撃G'sマガジン3月号にて、曲名は2016年2月15日の試聴動画公開で明らかになっている。
また、「MOMENT RING」はスマートフォンゲーム「ラブライブ!スクールアイドルフェスティバル」の2月29日のアップデートにより通常楽曲として先行配信された。
初回生産分には限定覚醒済みSRカード3枚が入手できるシリアルコードが1個（全3種）ランダムで付属する。
キャッチコピーは「すべてのかけがえのない瞬間を紡いで──」。

## チャート成績
3月1日付のオリコンランキングでは、3.5万枚を売上げ2位にランクイン。3月5日付では0.9万枚を売上げ1位にランクイン。「僕たちはひとつの光/Future style」以来7ヶ月ぶりにデイリー首位を記録した。
3月14日付のオリコン週間ランキングでは96,479枚を売上げ2位にランクイン。初動売上枚数はこれまで最高だった「僕たちはひとつの光/Future style」の96,150枚を上回り、当時のキャラクター名義のシングルの最高初動記録を自ら更新した。
ビルボードにおいても2作ぶりにHot Animationで1位を獲得した。
累計売上は13.5万枚となり、μ'sのシングル作品としては最高売り上げとなるとともに、Aqoursの「永久hours」に抜かれるまで、ラブライブ!シリーズのシングル最高売り上げだった。

## 収録曲
（全作詞：畑亜貴）
- CD

1. MOMENT RING [6:11]
  - 作曲・編曲：高田暁
2. さようならへさよなら！ [5:11]
  - 作曲・編曲：増谷賢
3. MOMENT RING(Off Vocal)
4. さようならへさよなら！(Off Vocal)